# Maria Agata Szymanowska
Maria Ágata Szymanowska, nombre de soltera: Marianna Ágata Wołowska (Varsovia, 14 de diciembre de 1789-San Petersburgo, 25 de julio de 1831) fue una compositora y pianista polaca. Idolatrada en vida e injustamente olvidada tras su muerte, fue una de las primeras profesionales virtuosas del siglo XIX. Durante la época de 1820 viajó extensivamente por toda Europa, antes de establecerse permanentemente en San Petersburgo. En la capital imperial rusa, compuso para la corte, dio conciertos, enseñó música y dirigió un influyente salón.
Sus composiciones –particularmente piezas para piano, canciones y otras pequeñas obras de cámara, así como estudios para piano y nocturnos– representan el estilo brillante de la época anterior a Chopin.

## Biografía
Marianna Wolowska nació en Varsovia el año de la Revolución Francesa. Procedía de una familia judía que pertenecía al movimiento «Frankista» de Jacob Frank, convertida al catolicismo. La familia, integrada por un total de diez hijos, vivía bien acomodada en la esquina Grzybowska y Waliców. Su madre, Barbara Wołowska (nombre de soltera: Lanckorońska) procedía de una familia noble polaca. Su padre, Franciszek Wolowski (1759? -1839) era propietario de tierras y de una fábrica de cerveza próspera. En el declive de la capital de Polonia dividida entre los tres imperios y mirando a Francia con esperanza, esta fábrica de cerveza se convirtió en un lugar de encuentro secreto para los patriotas polacos. De este modo, recibían regularmente a los representantes de la élite intelectual y artística de Europa, incluyendo a Paër, Franz Xavier Mozart, Rode, Lipinski, Klengel, Angelica Catalani y Elsner, futuro profesor de Chopin .
Maria recibió clases de polaco, francés, geografía, modales, etiqueta y piano, probablemente desde los ocho años. De talento precoz, dejaba a la audiencia sorprendida por la calidad de sus improvisaciones a la espineta. Sus maestros de piano fueron Antoni Lisowski y Tomasz Gremm, y Franciszek Lessel, Józef Elsner y Karol Kurpiński le enseñan composición. Fue perfeccionando su técnica implacable junto con su brillante fraseo musical mediante el trabajo individual y el asesoramiento de los experimentados músicos que se encuentra a lo largo de su carrera.
Desde 1805 y 1806 estuvo activa dentro de los círculos musicales de Varsovia. La joven «Marynia», ya bien conocida en los salones de Varsovia, fue enviada a París. En 1810, tocó ante varias personalidades famosas. Cherubini, como muestra de estima, le dedicó su Fantasía en C.
A su regreso, se casó con Jozef Szymanowski, un terrateniente, y rápidamente se convirtió en la madre de tres hijos. Helena y Romuald, sus mellizos, nacieron en 1811, un año más tarde nació Celina. La hija menor, en 1834 en París se casaría con Adam Mickiewicz, el gran poeta polaco que fue profesor en el Collège de France con Michelet y Quinet como colegas.
Su marido y su familia se opusieron a que emprendiera una carrera como pianista y compositora. Estaba mal visto que una mujer de buena familia realizara espectáculos. Por este motivo, en 1820 el matrimonio se divorció y los niños permanecieron con María después de su separación. 
En el apogeo de su fama, María Szymanowska murió repentinamente durante una epidemia de cólera que afectó a San Petersburgo en el verano de 1831.

## Una carrera triunfante
Entre 1815 y 1820 emprendió sus primeras giras de conciertos. Primero en Polonia, en la residencia del Príncipe Radziwill, luego en Dresde, Viena, Londres, San Petersburgo y Berlín. Al principio se trataba sólo de conciertos privados, pero poco a poco se hizo un nombre y ganó nuevos contactos, decisivos para el desarrollo de su carrera.
Aparte de ser una virtuosa pianista de concierto, también es reconocida como compositora. Tres de las cinco melodías encargadas por Julian Ursyn Niemcewicz aparecen en la edición de 1816 de las Canciones históricas polacas, con versos escritos por él. Esta colección, creada para revivir la memoria de un pueblo entero, fue reeditada muchas veces en el transcurso del siglo XIX.
En 1820, Breitkopf & Härtel comenzaron a publicar las obras de Szymanowska: sus veinte ejercicios y preludios para pianoforte, que Schumann admiraba, así como sus seis Romanzas para voz y piano, con textos de Shakespeare, Pushkin (padre de Alexander) y el Cardenal De Bernis. Este también fue el año de su ruptura matrimonial puesto que los intereses de la pareja se habían vuelto incompatibles. María decidió mantener a sus hijos con ella y continuar su profesión como música.

## Conciertos y giras
En agosto de 1815 tocó en el Palacio de Radziwill en Nieborów, y da un primer concierto en Viena antes de abrirse paso a Europa, donde se hizo famosa. 
Se encuentra en Dresde en julio de 1817 y en Viena y Londres desde junio hasta agosto de 1818.
Sus conciertos eran organizados por sus hermanos Karol y Stanisław, quienes ejercieron como productores. Además la acompañaban por asuntos prácticos, como su primera gira por Francia, dos de sus hermanas y un hermano. De mayo a junio de 1820 viaja a San Petersburgo, en julio va a Berlín.
En 1822, después de una serie de conciertos públicos en Rusia, en San Petersburgo y Moscú, se le otorgó el título de primer pianista en la corte de la emperatriz de Rusia. Título que le servirá en gran medida en el transcurso de su corta carrera. En junio, se encontró con John Field en la corte.
A principios de 1823, se encuentra en Kiev, Tulchin, Żytomierz, Dubno, Kremenets, Lviv (Lvov), Varsovia. De junio a agosto, Berlín, Potsdam, Leipzig, Marienbad, Karlsbad, Dresde, Weimar, Pillnitz, Braunschweig, Poznan... Se reunió con Goethe en Marienbad en agosto de 1823, en septiembre en Karlstadt, del 24 de octubre al 5 de noviembre en Weimar. El 27 de octubre, dio un concierto en la casa de Goethe «durante 14 días, mi casa era el punto de reunión de todos los amigos de la música», escrito por Goethe en Sulpiz Boisserée el 12 de diciembre de 1823. De acuerdo a las notas de sus amigos, en particular la de Friedrich von Müller, María Szymanowska causó una gran impresión en Goethe, quien le dedicó su poema Aussöhnung.
En 1824, se encuentra en Hannover, Kassel, Frankfurt. De febrero a abril en París y Abbeville, y hasta julio en Londres, y otra vez en Francia en Boulogne, Abbeville y París (los periódicos más influyentes de la época, como la Gazette de France, el Journal des Débats, La Pandore, The Harmonicon y el Allgemeine Musikalische Zeitung demuestran su paso). Tocó en el Conservatorio de París, con Baillot, el excelente violinista. Hanry, su editor, tuvo su nocturno El murmullo impreso, y rápidamente se convirtió en una pieza de moda. 
Desde Londres (donde se dedicó a realizar conciertos públicos y clases particulares) fue a Ginebra e Italia, con cartas de recomendación de Rossini. Continuó su gira por Suiza, en Ginebra, y luego en Italia, Milán, Parma, Florencia, Roma, Nápoles, Venecia, donde se reunió con el príncipe y compositor Michał Kleofas Oginski. En marzo de 1825, tocó en el Louvre y luego fue aclamada una vez más en Ámsterdam y Londres. Finalmente regresó a Varsovia, donde triunfó en el Teatro Nacional el 15 de enero y 7 de febrero de 1827. En la audiencia estaba un joven particularmente atento: Chopin ... 
En 1825 estuvo de nuevo en Inglaterra, Francia, los Países Bajos. En 1826 estuvo en Inglaterra, Francia, y de vuelta a Varsovia con un piano Inglés.
Decidió establecerse permanentemente en San Petersburgo y da conciertos de despedida en Varsovia y Vilno. Incluso hizo una pequeña gira de Riga a San Petersburgo antes de volver a Varsovia para organizar su salida. Se encontró con el poeta y activista Adam Mickiewicz, con el que su hija menor, Celina, se casó el 22 de julio de 1834, matrimonio del que nacerían seis hijos.
En enero de 1828 se movió por Kiev, Varsovia, Moscú, San Petersburgo.

## Legado e influencias
Estas giras constituyeron un gesto emprendedor que logró gracias a la ayuda de sus hermanos y hermanas, asistido por unos pocos patrocinadores y amigos. 
Su correspondencia y sus 'Álbumes' –colecciones de poemas, dibujos y partituras dedicadas– proporcionan un rico testimonio. Lejos de ser simples colecciones de autógrafos, estos elementos reflejan la intensidad de las relaciones que era capaz de entablar y la estima en que sus contemporáneos la tuvieron. También muestran su inteligencia: una colección inicial de cumplidos rápidamente se convirtió en un imán para más personas deseosas de añadir su nombre. Entre estos figurado Salieri, Beethoven, Kalkbrenner, Spontini, Paganini, Goethe, Moore, Clementi, Boieldieu, Auber, Meyerbeer, Reicha, Giuditta Pasta, Weber y Pushkin.
El 1 de noviembre de 1827, Szymanowska dejó su ciudad natal para establecerse definitivamente en San Petersburgo. Allí dividió su tiempo entre la educación de sus hijas, la composición (Ballades de Mickiewicz, Nocturne en B flat), lecciones y conciertos. Su salón fue frecuentado por la élite cosmopolita de la capital, incluyendo a Wiazemski, Galitzine, Campo, Glinka, Mickiewicz, Pouchkine, Krylov, los pintores Oleszkiewicz, Orlowski y Wankowicz.
Su interpretación fue muy bien recibida por críticos y audiencias por igual, ganando reputación por poseer un tono delicado, sentido lírico de virtuosismo y libertad operística. Fue uno de los primeros virtuosos de piano profesionales en la Europa del siglo XIX y uno de los primeros pianistas en llevar a cabo un repertorio memorizado en público, una década antes que Franz Liszt y Clara Wieck-Schumann.
Su trabajo como compositora es etiquetado estilísticamente como parte del período prerromántico brillante y del sentimentalismo polaco. 

El estudiante de Szymanowska Sławomir Dobrzański describió su pianissmo y su significado histórico de la siguiente manera: 
Sus Etudes y Preludios muestran una innovadora escritura para teclado; El Nocturne en B es su composición de piano más madura; Las Mazurkas de Szymanowska representan uno de los primeros intentos de estilización de la danza; La fantasía y el Capricho contienen un vocabulario impresionante de la técnica pianística; Sus Polonaises siguen la tradición de la escritura-polonaise creada por Michal Kleofas Ogiński. El estilo musical de Szymanowska es paralelo al punto de partida composicional de Frédéric Chopin; Muchas de sus composiciones tuvieron un impacto obvio en el lenguaje musical maduro de Chopin.
Mientras que los eruditos han debatido el alcance de su influencia en su compatriota Chopin, su carrera como pianista y compositor pronostican sorprendentemente la tendencia más amplia en la Europa del siglo XIX del pianista / compositor virtuoso, cuyas capacidades como intérprete amplió sus posibilidades técnicas como compositora.

## Catálogo de obras
- Divertimento para violín y piano, Leipzig, Breitkopf & Härtel.
- Serenata para violoncello y piano, Leipzig, Breitkopf & Härtel.
- Tema variado para violín y piano, Varsovie 1821.
- Capricho sobre la Romanza de la Joconde, pour piano, Leipzig, Breitkopf & Härtel.
- Cotillón o vals figurado, para piano, Paris.
- Danza Polonesa, para piano, Paris.
- Dieciocho danzas de diferentes géneros, para piano, dedicadas a Madame la princesse Wiasemsky (Princesse Gagarin), Leipzig, Breitkopf & Härtel
- Veinte ejercicios y preludios para piano, Leipzig, Breitkopf & Härtel [4 préludes] Manuscrito autografiado en la Forschungszentrum Musik und Gender Bibliothek Hannover (Rara 070).
- Fantasía para piano, Leipzig, Breitkopf & Härtel.
- Seis marchas para piano, Leipzig, Breitkopf & Härtel.
- Veinticuatro Mazurkas para piano, Breitkopf & Härtel, Leipzig vers 1825, Londres vers 1826 [25 mazurkas, publicadas por Irene Poniatowska, Bryn Mawr, Hildegard Publishing, v. 1993].
- Le Murmure, Nocturno en la bemol para piano, Paris 1825.
- Nocturno en si mayor para piano (Ms. Leningrad, Archives municipales).
- Polonaise en fa menor para piano, Leipzig, Breitkopf & Härtel.
- Preludio en si mayor para piano, (Ms. Cracovie, Bibliothèque Jagellone).
- Romanza para piano (Leipzig., Breitkopf & Härtel).
- Tema y variaciones en si mineur para piano, Ms. Cracovie, Bibliothèqie Jagellone.
- Vals en re menor para piano, Ms. Cracovie, Bibliothèqie Jagellone.
- Grande Valse, para piano, Leipzig, Breitkopf & Härtel.
- IV Valses, para piano, Varsovie, L. Letronne.
- Valse en mi bemol mayor, para piano (perdido).
- Seis minuetos para piano, dedicados a la hermana Casimire, Leipzig, Breitkopf & Härtel.
- Menuet en mi mayor, para piano (Ms).
- Estudios para piano, en la bemol mayor, mi bemol mayor, re mayor, re menor, mi mayor, do mayor, mi bemol mayor (Ms.).
- -Le Départ, para voz solista y piano, sobre un texto de M. de Cervantes.
- -Mazurka, para voz solista y piano, obre un poema de A. Górecki, dentro de « Flora Rocznik Damski », L. Letronne, Varsovie 1822
- "Wtych przysionkach szczescie gosci", para voz solista y piano (F. Skarbek) [Ms. Paris, Mickiewicz-Museum]
- Romanza à Joséphine, para voz solista y piano (Ms. Cracovie, Bibliothèque Jagellone)
- Seis Romanzas para voz solista y piano (W. Shakespeare, Saint Onge, Fr. Y. de Bernis), Leipzig., Breitkopf & Härtel
- "Śpiewka na powrót wojsk polskich", para voz solista y piano (Canto sobre el retorno de las tropas polonesas) sobre un poema de Ludwik Adam Dmuszewski dans « Flora Rocznik Damsk », L. Letronne, Varsovie 1822.
- "Piec śpiewów historycznych" (5 cantos históricos) para voz solista y piano sobre los textos de J. U. Niemcewicz (1. Jadwiga, królowa polska [Jadwiga, reine de Pologne] ; 2. Jan Albrycht ; 3. Duma o Kniaziu Michale Glińskim [Les muses du prince Michale Glińskim] ; 4. Kazimierz Wielki [Kazimierz le Grand] ; 5. Stefan Czarniecki).
- 2 Lieder para voz solista y piano : Kazimierz Wielki ; Stefan Czarniecki (Ms. Cracovie, Bibliothèque Jagellone)
- "Świtezianka" (La ninfa de las aguas), romance sobre un poema de A. Mickiewicz, K. Wenzel, Moscou 1828.
- "Fanfara dwugłosowa", pour dos trompetas y dos coros.
- "Mazurek", romance sobre un poema de A. Górecki, Varseovie 1822
- -"3 pieśni" (from A. Mickiewicz: Konrad Wallenrod): Alpuchara, Pieśń z wieży [Canción de la Torre], Wilia, Kiev et Odessa 1828.
- "El lamento de un hombre ciego que pedía limosna a los jardines del rey de París", romance, Paris, s.d.
- "Śpiewka na dwa głosy" (canción a dos voces), Varsovie 1829.
- "Jazmena" (jazmín), romance.
- Romance de la Reina Hortense, romanza.
- "Wtych przedsionkach szczęście gości "(la felicidad permanece en la antecámara), romance sobre un poema de F. Skarbek.
- "Polonaise sur l'air national favori du feu Prince Joseph Poniatowsky", para piano.
- Le Polonais en Espagne. Romance sobre un poema de Mr Le Chevalier de Messence [facsímil numérico, Bayeriche Staatsbibliothek München]

## Discografía
2013 - Complete Piano Works (Slawomir Dobrzanski, piano) - Acte Préalable AP0281-83

## Galería

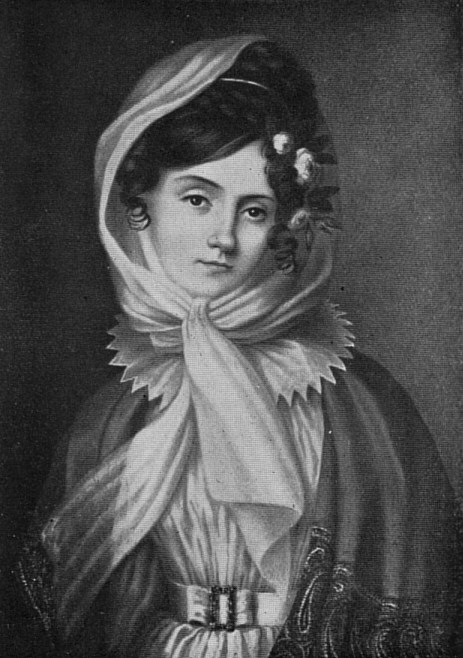
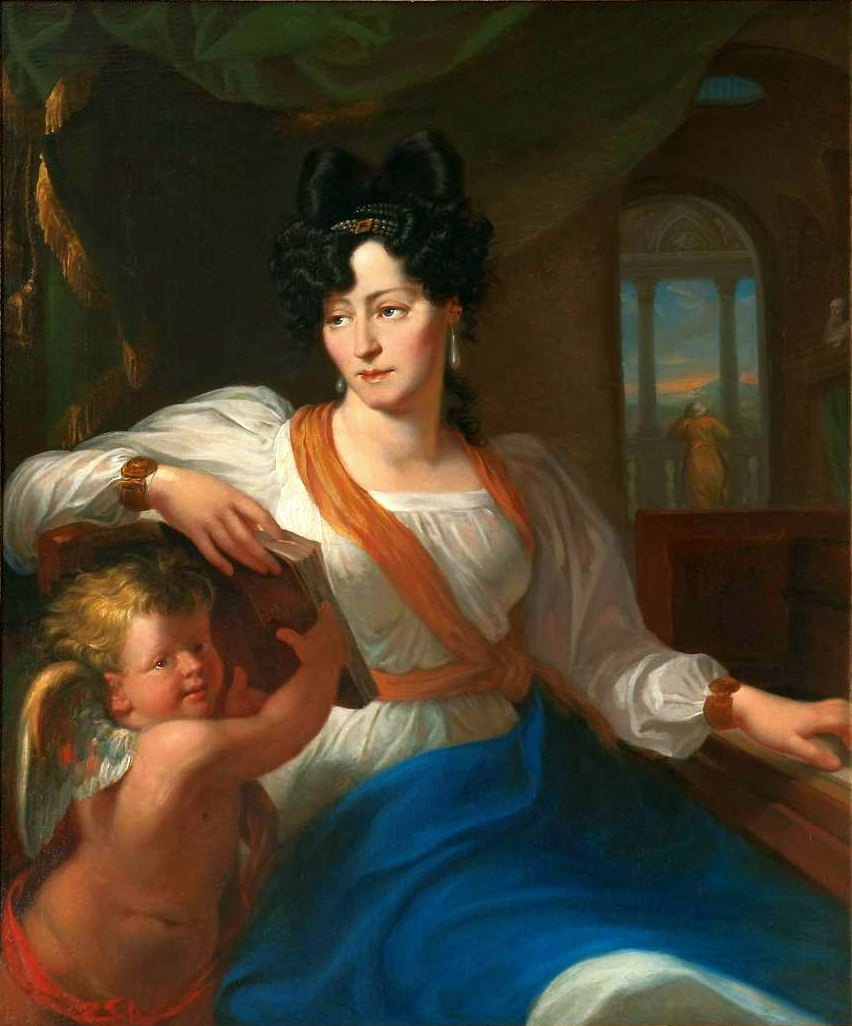
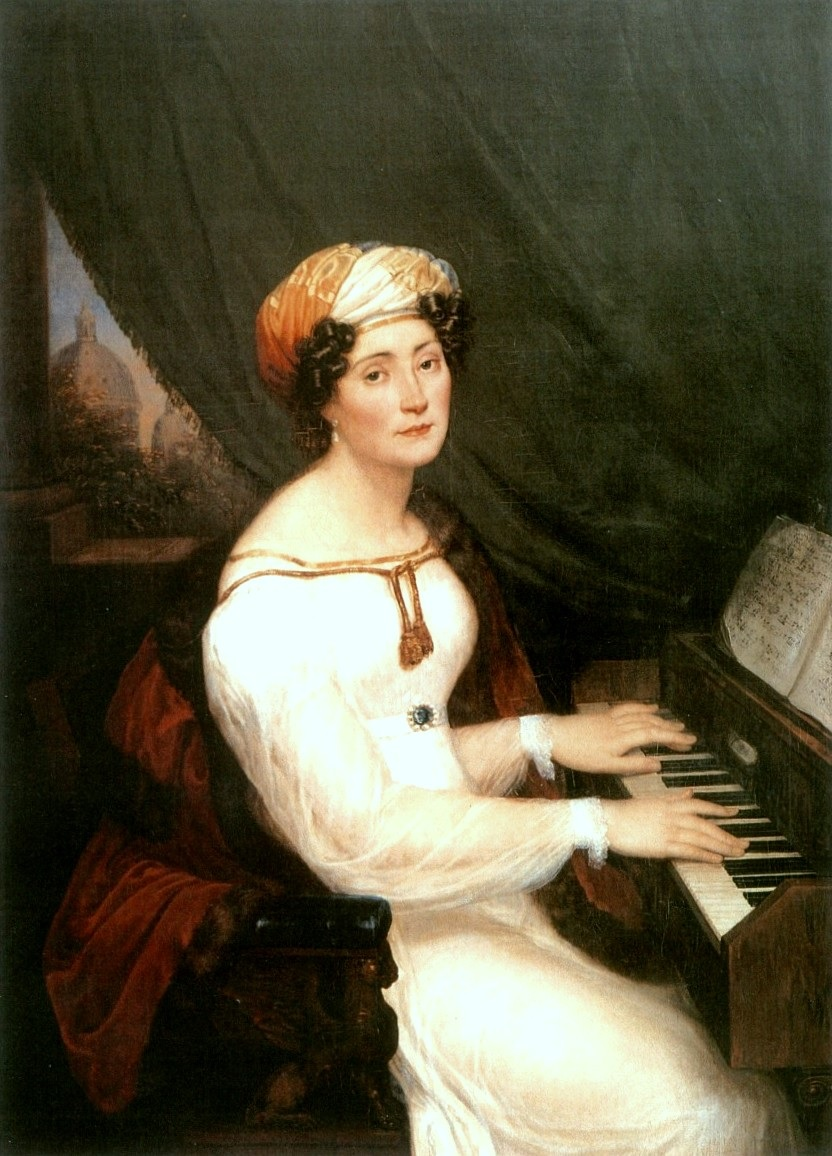
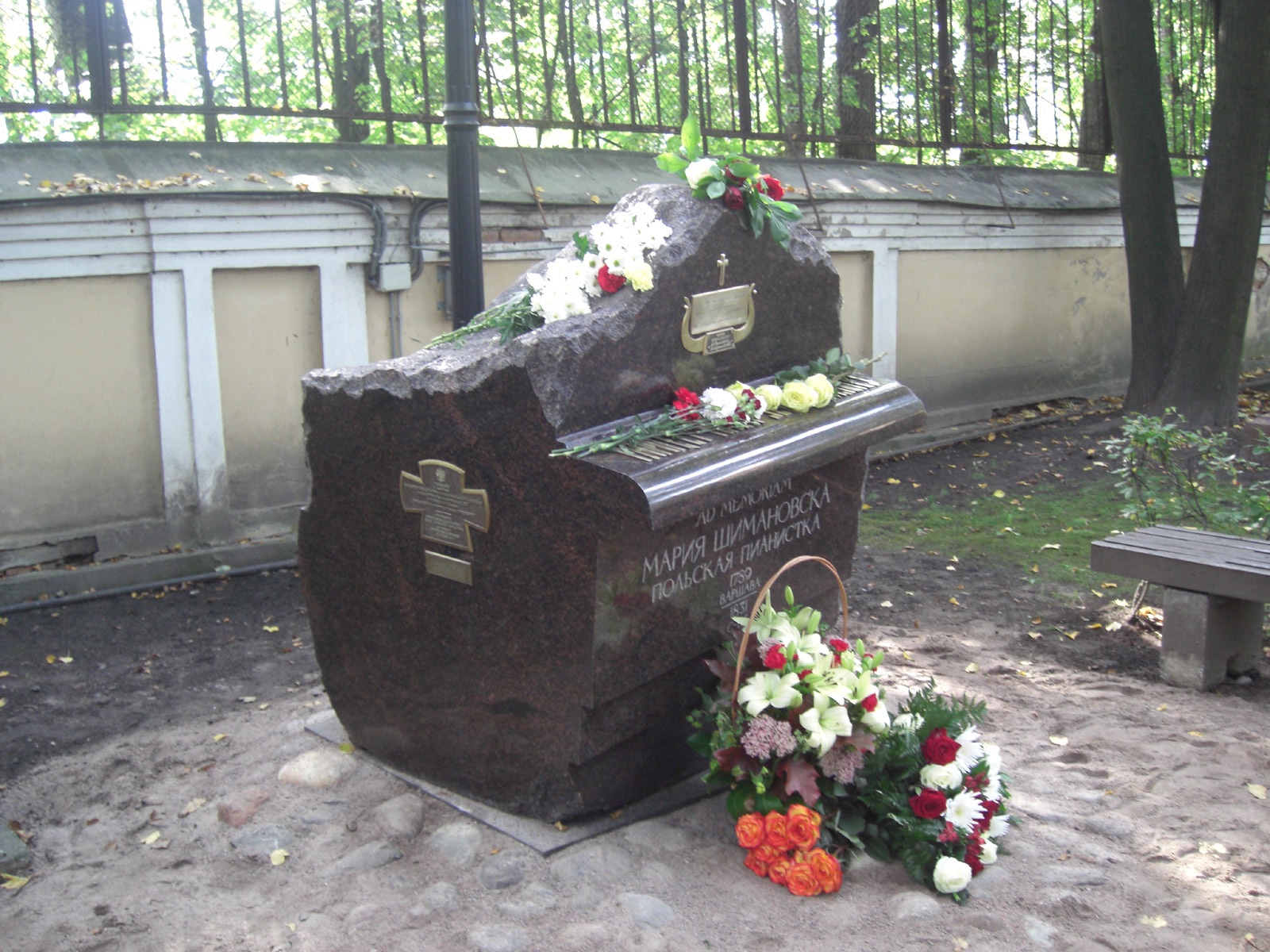